# Michal Vachun
Michal Vachun (27 de junio de 1944) es un deportista checoslovaco que compitió en judo. Ganó una medalla de bronce en el Campeonato Europeo de Judo de 1965, en la categoría de –70 kg.

## Palmarés internacional
| Campeonato Europeo | Campeonato Europeo | Campeonato Europeo | Campeonato Europeo |
| Año                | Lugar              | Medalla            | Categoría          |
| ------------------ | ------------------ | ------------------ | ------------------ |
| 1965               | Madrid (España)    | Medalla de bronce  | –70 kg             |